# Горащиха
Горащиха — озеро (ставок) на території парку «Пуща-Водиця», на західній околиці селища Пуща-Водиця. Найбільший ставок з каскаду ставків річки Котурка.

## Історія створення
Озеро Горащиха, як і сусідні озера, утворилось внаслідок загачення річки Котурка, яка власне і протікає через ставки та живить їх водою.

## Розташування
Озеро розташоване на рівнині у лісі. Довжина — 1100 м, ширина — до 110 м. Через ставок перекинуто дерев'яний місток (старий аварійний 2009 року замінено на новий). Горащиха — єдиний ставок, через який перекинуто міст.
2007 року існувала загроза зміління ставка, яку було своєчасно усунено.